# ميخائيل لوسي
ميخائيل لوسي (بالإنجليزية: Michael Lucy)‏ هو سياسي أسترالي، ولد في 6 نوفمبر 1915، وتوفي في 9 يناير 1971. حزبياً، نشط في حزب العمال الأسترالي.